# 중국의 남자 배우 목록

## 가
- 가오웨이광
- 거춘좡
- 거유
- 구웨
- 궁한린
- 궈다
- 궈더강
- 궈둥린
- 궈랸윈
- 궈량
- 궈쥔천
- 궈징페이
- 궈타오

## 나
- 녜위안
- 뉴쥔펑
- 니다홍

## 다
- 다이샹위
- 댜오이난
- 덩룬
- 덩차오
- 도우샤오
- 돤이훙
- 두위루
- 두즈궈
- 두춘
- 두하이타오
- 둥융
- 둥하오

## 라
- 랴오판
- 레이자인
- 루치
- 뤄진
- 뤄핀차오
- 류다강
- 류루이린
- 류예
- 류이쥔
- 류자후이
- 류진
- 류페이치
- 류하오란
- 류화
- 푸르바 르걀
- 리바오탼
- 리샨
- 리쉐젠
- 리웨이자
- 리위강
- 리유빈
- 리이샹
- 리자항
- 리쥔펑
- 리중한
- 리징
- 리진도우
- 리천
- 린겅신
- 린루디
- 린윈
- 린융젠
- 린펑

## 마
- 마커
- 마탼위
- 먀오탼

## 바
- 바트도르진 바산자브
- 바오베이얼
- 바오젠펑
- 바이위
- 바이징팅
- 바인

## 사
- 사오빙
- 샤오선양
- 샤오양
- 샤오잔
- 샤오호우
- 선텡
- 성이룬
- 셰먀오
- 쉬밍제
- 쉬빈
- 쉬사오화
- 쉬웨이저우
- 쉬정
- 쉬정시
- 쉬하이챠오
- 쉬환산
- 슝쯔치
- 스얀넝
- 스샤오룽
- 신바이칭
- 쑤싱
- 쑨싱
- 쑨웨이민
- 쑨이저우
- 쑨하이잉
- 쑨훙레이
- 쑹웨이룽

## 아
- 암굴란
- 야오쥐더
- 얀이콴
- 양쉬원
- 양쓰
- 어우하오
- 왕강
- 왕뤄융
- 왕신강
- 왕쉰
- 왕썬
- 왕우푸
- 왕이보
- 왕즈원
- 왕촨쥔
- 왕췬
- 왕칭
- 왕카이
- 왕잉
- 왕훙웨이
- 우웨
- 우징
- 원싱위
- 웨윈펑
- 웨이쭝완
- 웨이쯔
- 웨이천
- 위안샤오차오
- 위안샹런
- 위안신이
- 위안위안
- 위멍룽
- 위샤오광
- 위보
- 위청후이
- 위하오밍
- 위허웨이
- 유번창
- 유융
- 응가왕 린첸
- 인샹제
- 잉다
- 잉뤄청

## 자
- 자나이량
- 자훙성
- 자오리신
- 장궈창
- 장레이
- 장루이
- 장뤄윈
- 장모
- 장빈빈
- 장양
- 장우
- 장원
- 장원룽
- 장이
- 장이산
- 장자이
- 장전환
- 장쥔닝
- 장지중
- 장진푸
- 장차오
- 장톄린
- 장펑이
- 장푸쟌
- 장한
- 장한위
- 장허
- 저우리보
- 저우이쉰
- 저우제
- 정예청
- 주원
- 주사오원
- 주위천
- 주이룽
- 진둥
- 징보란
- 쭈펑
- 조우정

## 차
- 차이쉬쿤
- 챠오전위
- 창펑
- 천다오밍
- 천바오궈
- 천샤오
- 천샹
- 천쉐둥
- 천쓰청
- 천즈후이
- 천젠빈
- 천쩌위
- 천쿤
- 천페이쓰
- 천허
- 천후
- 청이
- 추이쯔언
- 추이펑
- 치관쥔
- 치중루이
- 친사오보
- 친쥔제
- 친하오

## 카
- 쿵린
- 쿵성

## 타
- 타시 다와
- 줄리오 타코콘
- 탕윈
- 텡루쥔
- 톱걀
- 퉁다웨이
- 투먼
- 투훙강

## 파
- 판웨밍
- 판웨이
- 판창장
- 펑궁
- 펑사오펑
- 펑샤오강
- 펑위창
- 펑위안정
- 펑젠위
- 푸비아오
- 푸수
- 푸춘신

## 하
- 한둥쥔
- 한산밍
- 허성밍
- 호우야오원
- 호우융
- 황레이
- 황쉬안
- 황즈중
- 황징위
- 황하이보
- 황훙
- 후빙
- 후샤
- 후쥔
- 후진취안

## 같이 보기
- 중국의 여자 배우 목록